# Marjorie Fair
'Marjorie Fair' est un cultivar de rosier obtenu en 1978 par le rosiériste britannique Harkness, issu de 'Ballerina' (Bentall, 1937) x 'Baby Faraux' (Lille, 1924). Il doit son nom à une grande jardinière anglaise, amie de Jack Harkness.

## Description
Le buisson arrondi au feuillage dense et mat s'élève de 120 cm à 150 cm pour une envergure de 90 cm. Ses fleurs de 4-8 pétales en forme d'églantines sont rouge carmin avec un large œil blanc, fleurissant en grappes. Sa floraison est bien remontante. Il donne de jolis cynorhodons rouges en hiver s'il l'on cesse de supprimer ses fleurs fanées à partir de fin août.
Ce rosier touffu est idéal pour un massif isolé et peut se cultiver en pot. Sa zone de rusticité est à partir de 5b ; il supporte donc les hivers froids. Il est très résistant aux maladies du rosier. Il fleurit bien en pleine lumière, mais peut se contenter de la mi-ombre.

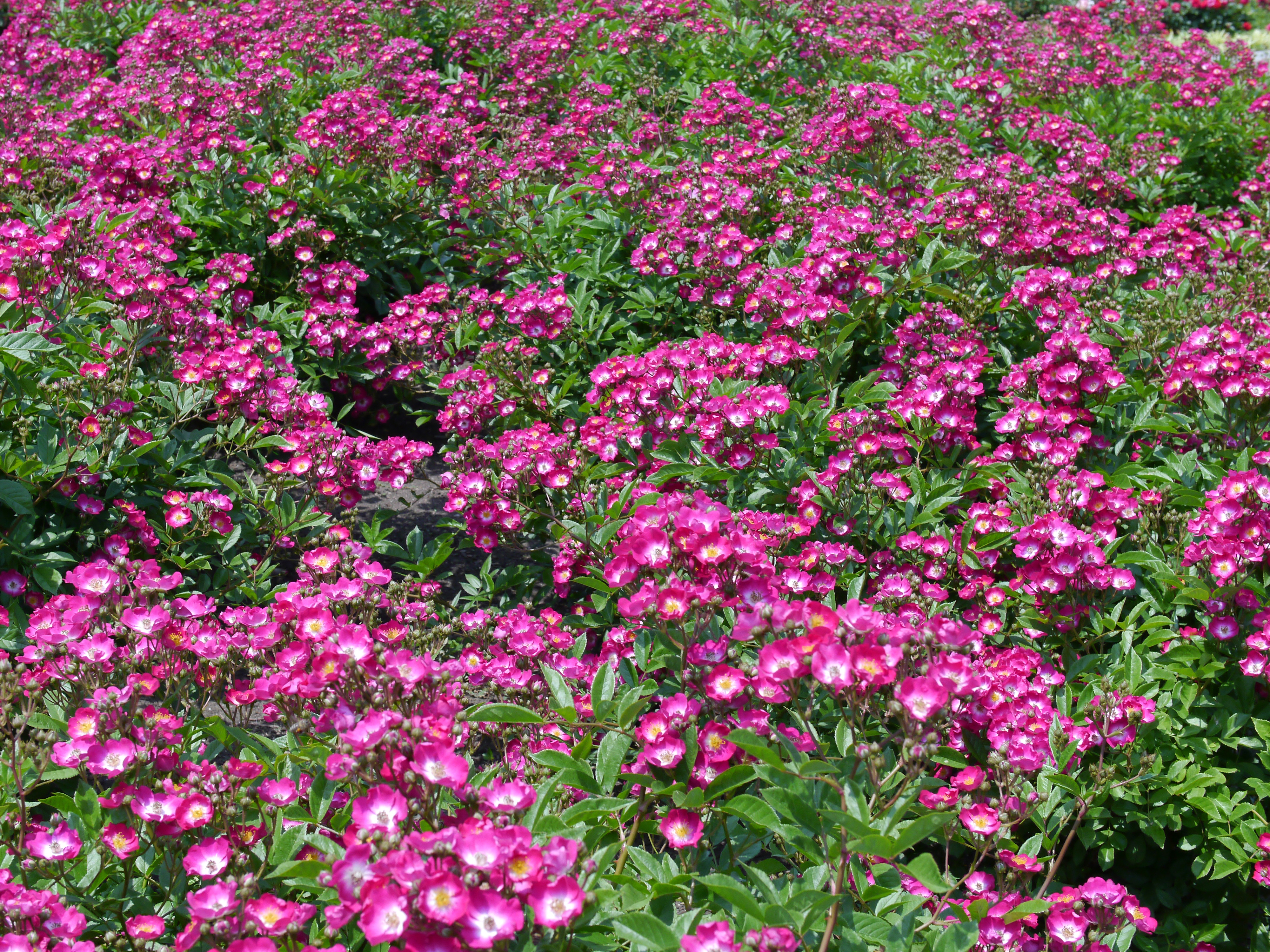
'Marjorie Fair' en couvre-sol au Japon.